# Église Saint-Dominique de Turin
Pour les articles homonymes, voir Église Saint-Dominique.
L'église et couvent Saint-Dominique (italien : Chiesa e Convento di San Domenico) est une église catholique romaine située dans la ville de Turin, en Italie. Au cours de son histoire, elle a servi d'église, de tribunal d'inquisition et de loge maçonnique.

## Histoire
L'église a été construite dans la première moitié du XIIIe siècle par des frères dominicains, dans un style gothique,. Le couvent adjacent a été construit en 1260 par le père Jean de Turin qui a également créé une bibliothèque au sein du complexe, faisant ainsi de Saint-Dominique l'un des centres culturels de la ville à l'époque. Peu de temps après, vers la fin du XIIIe siècle, Saint-Dominique est devenu le siège du tribunal d'inquisition de Turin condamnant environ 80 hérétiques à la peine capitale pendant la durée de son existence. La façade du bâtiment a été érigée en 1334, et le clocher en 1451. Pendant l'épidémie de peste noire de Turin survenue en 1630, une grille en acier a été placée à l'entrée de l'église afin de permettre aux fidèles d'assister à la messe sans entrer dans le bâtiment lui-même. Pendant la période napoléonienne, la plupart des reliques et des matériaux précieux de l'église ont disparu et le bâtiment est devenu le siège d'une loge maçonnique. C'est actuellement le seul édifice gothique survivant de la ville.